# È l'Arbor Day, Charlie Brown
È l'Arbor Day, Charlie Brown (It's Arbor Day, Charlie Brown) è uno speciale televisivo d'animazione del 1976 diretto da Phil Roman. È il quindicesimo speciale basato sui Peanuts di Charles M. Schulz. 
È stato trasmesso negli Stati Uniti su CBS il 16 marzo 1976, e nel 1977 è stato candidato per un Premio Emmy. È stato distribuito in Italia in home video con il titolo È il giorno dell'albero Charlie Brown e in streaming su Apple TV+ come  È Arbor Day, Charlie Brown.

## Trama
La squadra di Charlie Brown è costretta a giocare a baseball contro quella di Piperita Patty nel loro campo, che è stato trasformato da Lucy in un giardino rigoglioso.

## Distribuzione

### Edizione italiana
In Italia lo speciale è stato trasmesso nel 1982 su Canale 5. Successivamente è stato trasmesso con un altro doppiaggio da Junior TV all'interno della serie The Charlie Brown and Snoopy Show, con il titolo È l'Arbor Day, Charlie Brown. Nel 2022 è stato distribuito in streaming da Apple TV+ per la serie I classici Peanuts con un terzo doppiaggio, eseguito da Dubbing Brothers Int. Italia e diretto da Stefanella Marrama.

### Doppiaggio
| Personaggio    | Doppiatore originale | Doppiatore italiano (1982) | Doppiatore italiano (anni 90) | Doppiatore italiano (2022)                           |
| -------------- | -------------------- | -------------------------- | ----------------------------- | ---------------------------------------------------- |
| Charlie Brown  | Dylan Beach          | Daniela Fava               | Martino Consoli               | Arturo Sorino                                        |
| Snoopy         | Bill Melendez        | Bill Melendez              | Bill Melendez                 | Bill Melendez                                        |
| Woodstock      | Bill Melendez        | Bill Melendez              | Bill Melendez                 | Bill Melendez                                        |
| Linus Van Pelt | Liam Martin          | Lisa Mazzotti              | Renata Bertolas               | Leonardo Cococcia                                    |
| Lucy Van Pelt  | Sarah Beach          | Graziella Porta            | Renata Bertolas               | Sara Labidi                                          |
| Sally Brown    | Gail M. Davis        | Laura Merli                | Angiolina Gobbi               | Matilde Ferraro                                      |
| Piperita Patty | Stuart Brotman       | Laura Merli                | Francesca Vettori             | Ilaria Pellicone                                     |
| Schroeder      | Greg Felton          | Milena Albieri             | Guido Bettali                 | Vittorio Thermes                                     |
| Frieda         | Michelle Muller      | Laura Merli                |                               | Alice Pantile                                        |
| Replica        | Vinnie Dow           |                            | Renata Bertolas               | Giovanni Cardellicchio (dialoghi) Andrea Idà (canto) |
| Pig-Pen        | Vinnie Dow           | Milena Albieri             | Angiolina Gobbi               |                                                      |

### Edizioni home video
In Italia è stato distribuito in VHS e DVD da Hobby & Work con il secondo doppiaggio, con il titolo Il giorno dell'albero, Charlie Brown. Nel 2008 è stato incluso con lo stesso doppiaggio dalla Warner Home Video nel DVD di È il bracchetto pasquale, Charlie Brown, con il titolo È il giorno dell'albero, Charlie Brown.

## Riconoscimenti
1977 – Primetime Emmy Awards
- Nomination Outstanding Children's Special a Lee Mendelson e Bill Melendez